# Sarah Whitmore
Sarah Whitmore (* 9. August 1931; † 27. März 2021) war eine britische Dressurreiterin.

## Biografie
Sarah Whitmore begann ihre Karriere als Vielseitigkeitsreiterin. Nach einem Sturz, bei dem sie sich den Rücken brach, wechselte sie jedoch zur Dressur. 1966 nahm sei an den Weltmeisterschaften teil und zwei Jahre später war sie bei den Olympischen Sommerspielen in Mexiko-Stadt auf Foxdor Reservistin. Jedoch kam es nicht zur Olympiateilnahme. Bei den Olympischen Sommerspielen 1976 in Montreal belegte Whitmore dann auf ihrem Pferd Junker den 22. Platz im Einzelwettkampf des Dressurreitens und wurde im Mannschaftswettkampf Achte. Mit dem Sieg beim British Grand Prix schloss sie das Jahr ab. 1978 und 1982 folgten ihre zweite und dritte Weltmeisterschaftsteilnahme.
Whitmore lebte ihr ganzes Leben lang auf der Hilders Farm in Edenbridge.